# Boreioglycaspis devicola
Boreioglycaspis devicola är en insektsart som först beskrevs av Moore 1970.  Boreioglycaspis devicola ingår i släktet Boreioglycaspis och familjen rundbladloppor. Inga underarter finns listade i Catalogue of Life.